# 越南民主社會黨
越南民主社会党（越南语：／）簡稱民社黨（／），又名和好民社黨是越南共和国（南越）的一個政党，主张民主社会主义，於1946-1975年期间运作，由越南新兴宗教和好教的创始人黄富楚创立。

## 歷史
越南民主社会党於第1届南越国会选举时，是相对于吴廷琰政府的反对党，当时獲得3个议席 ，1975年南越灭亡之后，該黨成员被捕，活动转移到海外发展，但之后就逐漸銷聲匿跡 。

## 畫廊

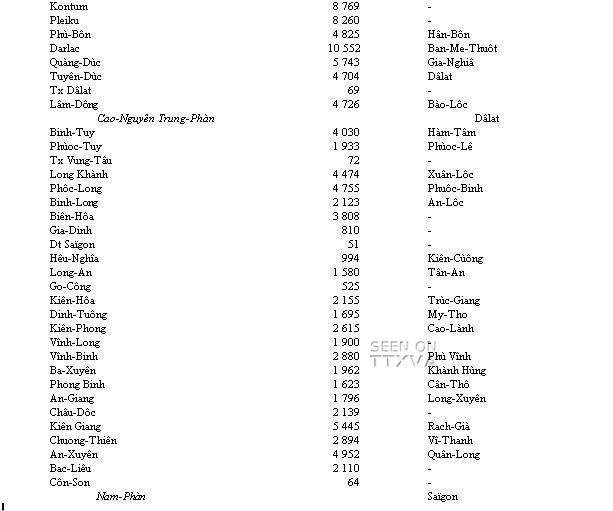
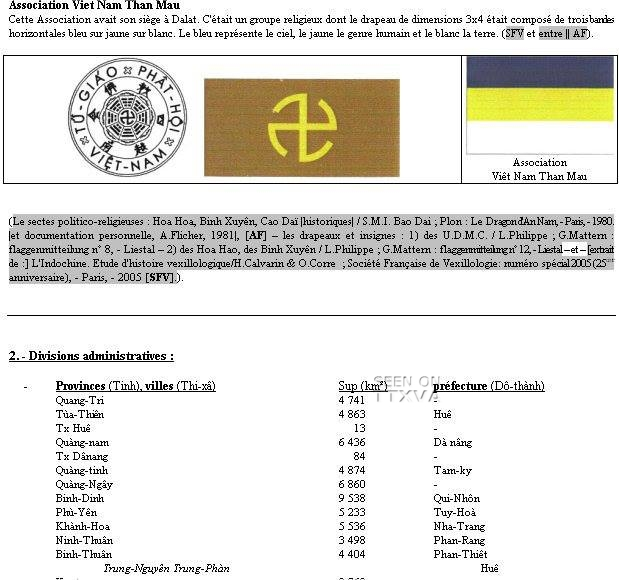
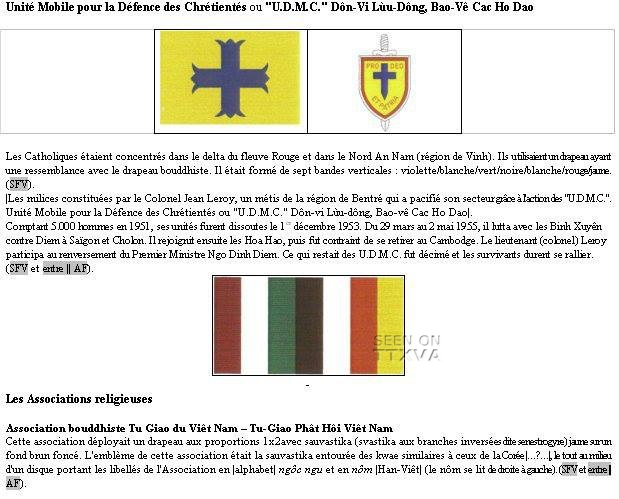
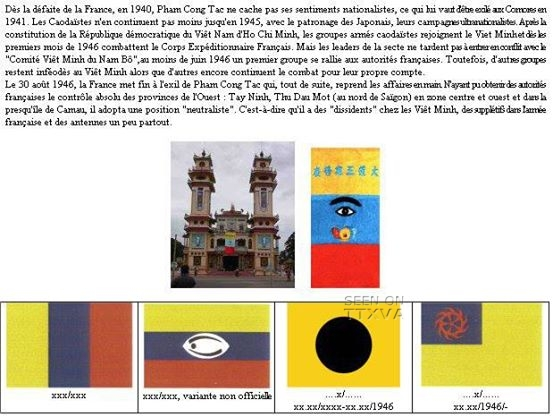
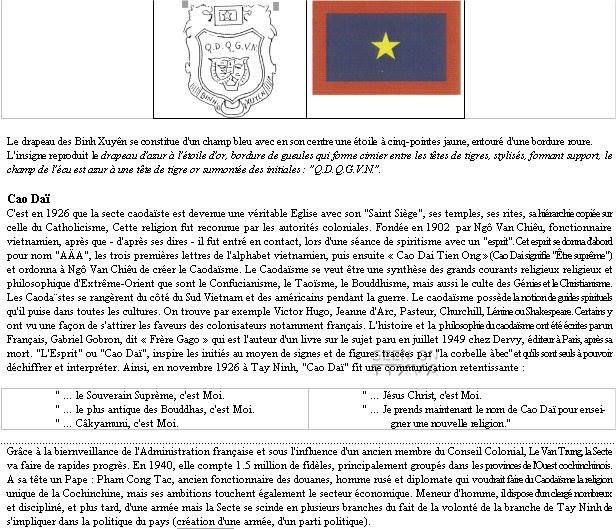
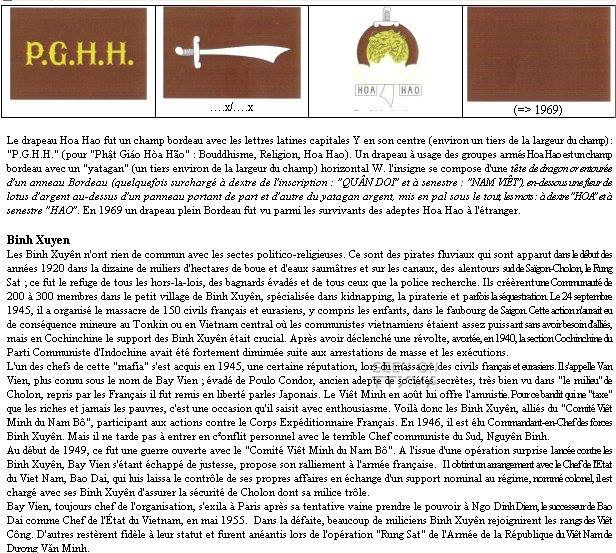
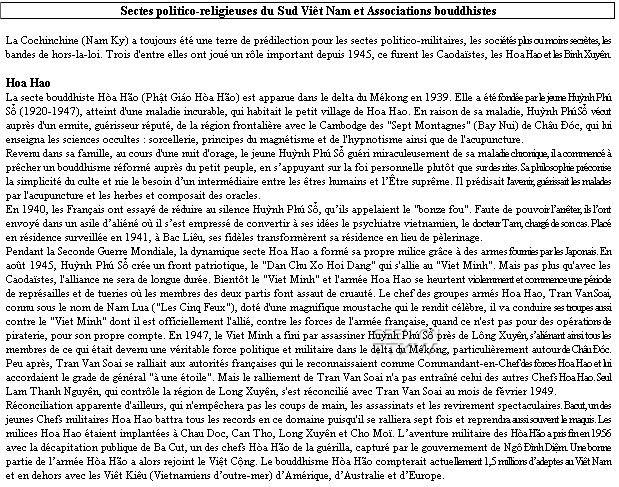
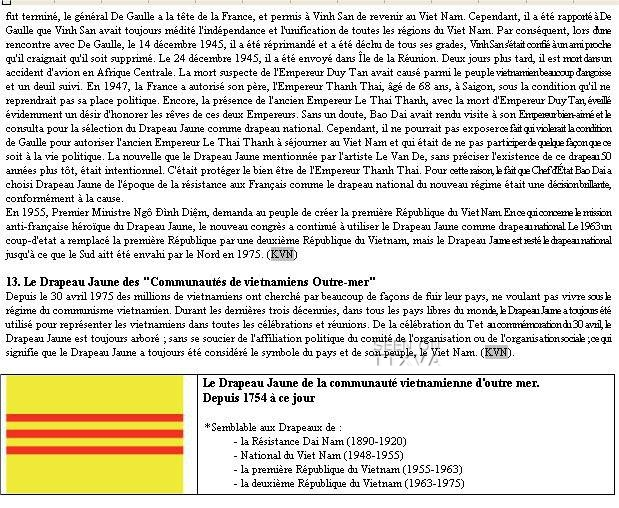

- File:Flag of Vietnamese Democratic Socialist Party (Tristars).svg